# Innamorarsi (album)
Innamorarsi è il tredicesimo album del cantante italiano Nicola Di Bari, pubblicato su 33 giri dalla CBS nel 1986.

## Tracce
Lato A
1. Rosa (Vania Magelli, Patrizia Lazzari, Adelmo Musso)
2. Ferma Il Fiume (Vania Magelli, Patrizia Lazzari, Adelmo Musso)
3. Sorrento (Vania Magelli, Patrizia Lazzari, Adelmo Musso)
4. Estupida (Armando Manzanero)
5. Io E Te Soli (Luciano Rossi)

Lato B
1. La Mia Libertà (Franco Califano, Marcello Marrocchi)
2. Tu Me Accostumbraste (Frank Domínguez)
3. Innamorarsi  (Vania Magelli, Patrizia Lazzari, Nicola Di Bari, Gian Franco Reverberi)
4. Mare  (Roberto Carrino, Giovanni Farè)